# Malaysische Marine

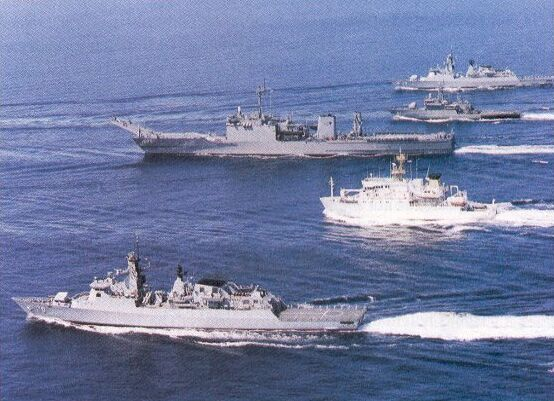
Flotte der malaysischen Marine

Die Königliche Malaysische Marine (malay: Tentera Laut DiRaja Malaysia) ist Teil der Streitkräfte Malaysias. In ihrer jetzigen Form wurde sie 1963 gemeinsam mit dem Staat Malaysia gegründet, jedoch sieht sie sich in direkter Abstammung von der bereits 1934 unter britischer Kolonialherrschaft gegründeten Straits Settlement Naval Volunteer Reserve.

## Organisation
Der Verantwortungsbereich der Marine ist in drei Gebiete aufgeteilt, die jeweils von einem Führungskommando (MAWILLA – Markas Wilayah Laut) überwacht werden. Ranghöchster Marinesoldat ist der Panglima Tentera Laut (dt. „Kommandeur der Marine“), derzeit wird dieser Posten von Admiral Abdul Aziz Jaafar innegehalten. Ein Fliegerhorst für die Helikopter der Marine befindet sich in Lumut im Bundesstaat Perak. Zudem verfügt die Marine über eine Kampfschwimmer-Einheit, die Pasukan Khas Laut (PASKAL).
| Bezeichnung | Verantwortungsgebiet                                                   | Hauptquartier |
| ----------- | ---------------------------------------------------------------------- | ------------- |
| MAWILLA 1   | Südliche Straße von Malakka, südlicher Teil des Südchinesischen Meeres | Kuantan       |
| MAWILLA 2   | Nördlicher Teil des Südchinesischen Meeres                             | Kota Kinabalu |
| MAWILLA 3   | Nördliche Straße von Malakka, Andamanensee                             | Langkawi      |

Die Schiffe der malaysischen Marine tragen den Namenszusatz KD, abgekürzt von Kapal DiRaja (dt. „Königliches Schiff“).

## Ausrüstung

### Schiffe & Boote
- 2 U-Boote
  - 2 Perdana-Menteri-Klasse

- 4 Fregatten
  - 2 Lekiu-Klasse
  - 2 Kasturi-Klasse

- 4 Korvetten
  - 4 Laksamana-Klasse

- 12 Schnellboote
  - 4 Perdana-Klasse
  - 6 Jerong-Klasse
  - 2 Sri-Tiga-Klasse

- 25 Patrouillenboote
  - 6 Kedah-Klasse
  - 4 Handalan-Klasse
  - 15 Kris-Klasse

- 4 Minenabwehrfahrzeuge
  - 4 Mahamiru-Klasse

### Helikopter
- 6 AS555 SN Fennec
- 6 Super Lynx

### Unbemannte Luftfahrzeuge
- 12 Boeing ScanEagle[2]